# Perpendicular Magnetic Recording
PMR eller Perpendicular Magnetic Recording är en lagringsmetod för hårddiskar. Det nya med denna lagringsmetod är att bitarna ställs på högkant på skivorna istället för att ligga platt på ytan. Detta gör att informationen kan packas betydligt tätare än tidigare, vilket medför en tio gånger så stor lagringskapacitet jämfört med äldre hårddiskar.